# Jordan Bachynski
Jordan Bachynski (Calgary, Alberta, 6 de septiembre de 1989) es un exjugador de baloncesto canadiense. Con 2,18 metros de estatura, jugaba en la posición de pívot. Desde 2019 forma parte del equipo técnico de los Boston Celtics como entrenador de mejora de los jugadores.

## Trayectoria deportiva

### Universidad
Jugó durante cuatro temporadas con los Sun Devils de la Universidad Estatal de Arizona, en las que promedió 7,9 puntos, 5,4 rebotes y 2,6 tapones por partido. En su última temporada fue incluido en el segundo mejor quinteto de la Pacific-12 Conference y en el mejor quinteto defensivo, además de ser elegido defensor del año de la conferencia, tras liderar el país en tapones, con 4,03 por partido. Estableció además el récord de la Pac-12 de tapones en una carrera, acabando con 314.

### Profesional
Tras no ser elegido en el Draft de la NBA de 2014, jugó las Ligas de Verano con los Orlando Magic y los Toronto Raptors. El 28 de septiembre firmó con los Detroit Pistons para disputar la pretemporada, pero fue despedido antes del comienzo de la competición, tras disputar dos partidos de preparación.
El 1 de agosto de 2014 fichó por el Eskişehir Basket de la Türkiye Basketbol Süper Ligi, equipo al que no terminó de adaptarse, siendo despedido mediado noviembre tras disputar tan sólo 4 partidos.
El 13 de febrero de 2015 fichó por los Westchester Knicks de la NBA Development League, donde acabó la temporada promediando 6,6 puntos, 5,3 rebotes y 2,2 tapones por partido. Al año siguiente completó la temporada promediando 13,1 puntos, 7,0 rebotes y 2,3 tapones por partido, lo que le valió para disputar el All-Star Game de la NBA Development League y ser elegido en el tercer mejor quinteto de la liga y en el mejor quinteto defensivo.
El 26 de agosto de 2016 fichó por los Nagoya Diamond Dolphins de la B.League japonesa.
El 26 de agosto de 2017 fichó a prueba por el Monbus Obradoiro de la liga ACB, tras su paso por el Levanga Hokkaido japonés, donde promedió 9,0 puntos y 5,3 rebotes por partido, si bien nunca llegó  a debutar con el conjunto gallego.